# Symphonie no 82 de Joseph Haydn
L'Ours
Pour les articles homonymes, voir L'Ours.
La Symphonie no 82 en ut majeur, Hob. I: 82, « L'Ours » est une symphonie du compositeur autrichien Joseph Haydn qui a été composée en 1786. Sa forme est celle de la symphonie classique en quatre mouvements. La première a été dirigée par Joseph Bologne de Saint-George.

## Orchestration
L'œuvre est écrite pour flûte, deux hautbois, deux bassons, deux cors et/ou deux trompettes, timbales et cordes.

## Analyse

### Vivace assai
Vivace assai, en ut majeur, à 

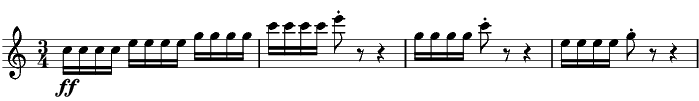
Fanfare initiale du Vivace assai

, 261 mesures

### Allegretto
Allegretto, en fa majeur, à 

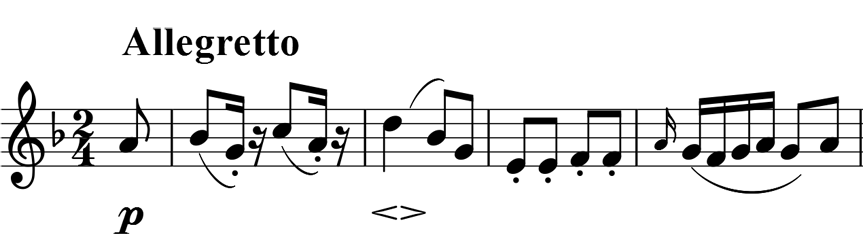
Début du premier thème aux premiers violons

, 217 mesures

### Menuetto e Trio
Menuetto, en ut majeur, à 
, 78 mesures
Bâti sur un tempo lent plein de noble grandeur, il contient un trio dont le thème est présenté au basson et au hautbois.

### Vivace
Vivace, en ut majeur, à 
, 280 mesures

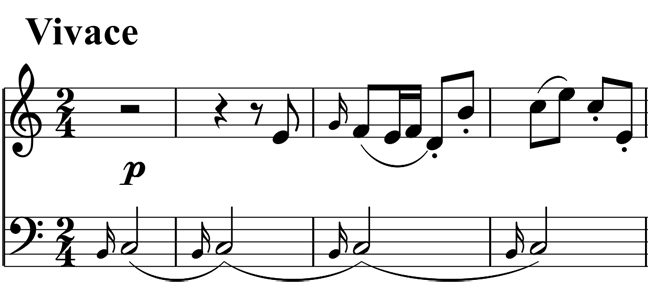
Début du Vivace avec le bourdon à la basse et le thème aux premiers violons

Le finale est en forme sonate et en forme rondo. Le commencement du finale fit penser aux pas d'un ours aux premiers auditeurs d'où son nom. Un arrangement publié en 1829 de la symphonie a été intitulé « Danse de L'Ours ».
Durée approximative : 25 minutes.

## Enregistrements
- New York Philharmonic - Direction, Leonard Bernstein (1962, Sony) (OCLC 1107638845 et 931138794)
- Berliner Philharmoniker - Direction, Herbert von Karajan (1981, Deutsche Grammophon)
- The Hanover Band - Direction, Roy Goodman (1991, Hyperion) (OCLC 1446446733)
- Concentus Musicus Wien - Direction, Nikolaus Harnoncourt (2002, DHM) (OCLC 607303370)
- Kammerorchester Basel – Direction,  Giovanni Antonini (2019, Haydn 2032, vol. 11 : Au goût parisien Alpha Classics 688) (OCLC 1317705670)